# Saldatura a elettroscoria
La Saldatura a elettroscoria (ESW - ElectroSlag Welding nella terminologia AWS) è una tecnologia di saldatura elettrica automatica a filo continuo, in cui la fusione del metallo base avviene sotto la protezione di una scoria fusa. Nel caso che la protezione sia data da un gas inerte, la tecnologia di saldatura è indicata come Saldatura a elettrogas (EGW - ElectroGas Welding nella terminologia AWS). Questa tecnologia fu sviluppata in Unione Sovietica (Istituto Paton di Kiev - Paton Institute for Electric Welding) negli anni '50 del XX secolo. La sua diffusione negli stati occidentali è iniziata alla fine del decennio (1958 in Belgio e 1959 negli USA). Le caratteristiche di produttività l'hanno messa in concorrenza con la saldatura ad arco sommerso.

## Linee generali del procedimento
Traduzione dei termini in figura

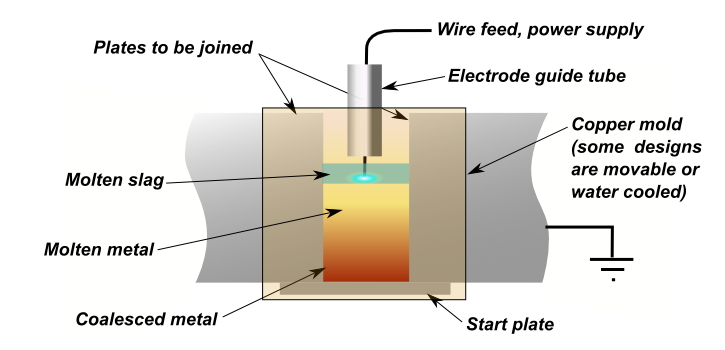
Schema della saldatura a elettroscoria, vedi il testo per la traduzione dei termini in inglese

- Plates to be joined - lamiere che devono essere unite
- Electrode guide tube - tubo di guida per l'elettrodo (filo)
- Wire feed, power supply - alimentazione del filo ed elettrica
- Copper mold (some designs are movable or water cooled) - pattini in rame (in alcuni casi sono mobili o refrigerati ad acqua)
- Molten slag - scoria fusa
- Molten metal - metallo fuso (bagno di saldatura)
- Coalesced metal - metallo solidificato
- Start plate - piastra su cui parte la saldatura

La saldatura a elettroscoria non trasferisce l'energia dal generatore al bagno di saldatura tramite l'arco elettrico, ma per effetto Joule. Nella saldatura a elettroscoria il filo (fusibile) che porta la corrente è immerso in un bagno di scoria fusa sovrastante al bagno di saldatura, il bagno di scoria è mantenuto caldo dalla corrente che lo attraversa, quindi la scoria deve avere proprietà elettriche tali da garantire una conduttività sufficiente a far passare la corrente di saldatura.
Questa tecnologia si è sviluppata per saldare lembi rettilinei in verticale ascendente (cioè con l'asse del cordone di saldatura verticale ed il bagno di saldatura che muove dal basso verso l'alto), tuttavia è possibile saldare anche giunti circonferenziali, purché si abbia la precauzione di tenere la parte in corso di saldatura sempre con un angolo superiore a 45°. Per mantenere il bagno e la scoria fusa in posizione si usano due pattini di rame che, chiudendo lateralmente il volume da saldare, formano una specie di recipiente (crogiolo) in cui avvengono tutti i fenomeni legati alla generazione del giunto. Naturalmente i due pattini di rame, a contatto con i materiali fusi, devono essere raffreddati energicamente per evitare la loro fusione. Considerando che anche quantità limitate di rame nell'acciaio provocano un netto deterioramento delle caratteristiche di tenacità, il raffreddamento deve impedire anche la fusione di quantità minime del materiale dei pattini.
Quindi l'apparecchiatura per la saldatura a elettroscoria si compone di:
- Generatore di corrente
- Pattini di rame e relativo meccanismo di movimentazione
- Filo e relativo congegno di alimentazione
- Dispositivo per l'oscillazione degli elettrodi (fili)
- Un eventuale meccanismo per aggiungere scoria nel corso della saldatura
- Gruppo di controllo dei parametri di saldatura

## Caratteristiche della saldatura a elettroscoria
La saldatura a elettroscoria ha un utilizzo non ottimale dell'energia consumata (cioè un basso rendimento), in quanto, non presentando una sorgente termica concentrata come la saldatura ad arco sommerso (la saldatura ad arco più simile a questa), la dissipazione di calore attraverso le varie superfici, tenute calde dal metallo e dalla scoria fusi in movimento, è molto elevata. Notare che in una normale saldatura la superficie esterna raggiunge 1650 °C, mentre al centro del bagno si raggiungono 1950 °C. Dato che l'energia asportata per conduzione e convezione può raggiungere, ed in alcuni casi superare, il 50% dell'energia immessa nel sistema, si vede che il bilancio termico è estremamente sfavorevole.
D'altro canto l'energia consumata per depositare un certo volume di cordone di saldatura è generalmente inferiore a quella richiesta dalla saldatura ad arco, dato che, in questo caso, si ha un forte preriscaldo sia sul filo sia sul pezzo (notare che a parità di densità di corrente si ha una velocità di fusione del filo superiore di circa il 70% per il procedimento a elettroscoria nei confronti di quello ad arco sommerso). Questo fatto porta inoltre a cicli termici molto più blandi di quelli che sia hanno con le saldature ad arco (velocità di raffreddamento di 1-5 °C per acciaio al C su 100 mm di spessore alla temperatura di 800 °C), quindi è molto improbabile la formazione di strutture martensitiche e la criccabilità a freddo è molto bassa. Tuttavia la permanenza per lunghi periodi ad alta temperatura porta ad avere strutture a grana piuttosto grossa ed alla formazione di strutture dendritiche nel cordone di saldatura.

## Materiali di consumo
Il flusso generalmente non presenta attività dal punto di vista metallurgico, dato che, restando sempre fisso sopra il bagno di saldatura, dovrebbe avere una notevole ricchezza in materiali metallurgici per poterne fornire la quantità necessaria per tutta la saldatura. Invece le caratteristiche del flusso che sono rilevanti in questo tipo di saldatura sono la resistività elettrica, in quanto determina la formazione o meno di archi (non voluti) se eccessiva ed un riscaldamento limitato del bagno se troppo bassa. Inoltre deve essere per quanto possibile indipendente dalla temperatura del bagno. Alle temperature di fusione del bagno è importante che la viscosità del flusso fuso non sia talmente bassa da permettergli di uscire dai pattini e che non sia eccessiva, nel qual caso si avrebbero inclusioni di scoria nel cordone di saldatura. La temperatura di fusione deve essere inferiore a quella del materiale base ed infine la densità deve essere inferiore a quella del metallo fuso (cioè deve galleggiare sul bagno di metallo). In genere il flusso contiene ossidi basici (di Mg, Ca, Al, Si, Mn, Ti) e soprattutto fluoruro di calcio (CaF2) in quantità dal 15 al 90%.
Il filo (generalmente di 2–3 mm di diametro, se è richiesto un diametro maggiore si inseriscono altri fili in parallelo, in alcuni casi è sostituito da un nastro di maggiori dimensioni) per la saldatura di acciai al C ha basso tenore di C ed alto tenore di Mn per disossidare quanto più possibile il bagno. Naturalmente, per quanto detto sopra, se il materiale da saldare contiene elementi di lega, questi devono essere portati nel bagno dal filo.

## Impiego della saldatura a elettroscoria
La caratteristica più rilevante dal punto di vista tecnico ed economica è la produttività di questa tecnologia. Questo dipende essenzialmente dal fatto che possono essere saldati con una sola passata grossi spessori (anche superiori a 100 mm), quindi la lentezza di esecuzione è ampiamente compensata dalla riduzione del numero di passate. Considerando che la velocità di deposito è di circa 20 kg/h elettrodo e che si possono utilizzare, per grossi spessori, anche 3 elettrodi in parallelo, si possono facilmente raggiungere produttività di 50 kg/h. Un ulteriore vantaggio di questa tecnologia è la possibilità di operare con cianfrini di piccolo volume, quindi riducendo la quantità di metallo d'apporto che deve essere consumato.
Gli svantaggi di questa tecnologia sono dati essenzialmente dal fatto che, una volta iniziato il ciclo di saldatura, qualsiasi interruzione nelle operazioni comporta la necessità di lavorare nuovamente il pezzo per riportarlo allo stato iniziale. Notare che, la zona termicamente alterata in questo tipi di saldatura è molto ampia con una struttura a grani grossi, tuttavia generalmente priva di prodotti di tempra, quest'ultimo fattore comunque rende meno difficoltosa una successiva lavorazione rispetto a quanto può succedere nel caso di saldatura ad arco. Si deve inoltre rilevare che spessori inferiori a 13 mm (1/2 in) non possono essere saldati con questa tecnologia. Inoltre non è possibile saldare forme complesse.
Sulla base di queste considerazioni, il campo di applicazione di questo tipo di saldatura è limitato ai lavori in fabbrica per recipienti di grosso spessore. I materiali saldabili con questa tecnologia sono praticamente solo gli acciai ferritici o austenitici, dato che le leghe di Cu richiederebbero pattini in metallo refrattario e le leghe di metalli leggeri (Al e Ti) normalmente non vengono utilizzate su forti spessori.
È comunque da rilevare che sono in corso studi per utilizzare questa tecnologia per saldare le leghe di alluminio (vedi in discussione).
In conclusione si può ritenere che, in linea di massima, la saldatura ad arco sommerso sia più economica di quella ad elettroscoria, salvo impieghi particolari per grosse produzioni.
Quindi le applicazioni più comuni di questa tecnologia sono:
- Recipienti a pressione di spessore da 13 a 400 mm
- Componenti strutturali rettilinei di forte spessore
- Saldatura in officina di scafi navali

## Difetti tipici in questo tipo di saldatura
Il difetto più grave che si può riscontrare nelle saldature a elettroscoria sono le cricche a caldo, che possono esistere solo in zona fusa a causa sia di profilo del bagno di saldatura non adeguato (con velocità di raffreddamento molto diverse nelle varie zone) sia della presenza di impurezze (particolarmente S e P) sia di un eccessivo tenore di C nel metallo base. Questi fattori sono particolarmente aggravati dal fatto che la scoria, restando stabile sul bagno di saldatura, non può avere un effetto depurante, come nella saldatura a elettrodo rivestito o ad arco sommerso, in cui la scoria si rinnova continuamente sul bagno di saldatura. Considerando inoltre che la struttura in zona fusa è fortemente dendritica, la formazione di queste cricche è ulteriormente favorita.
Altri difetti riscontrabili sono le inclusioni di scoria dovute alla mescolanza della scoria fusa con il bagno. Tali difetti, considerando che la saldatura viene effettuata con una sola passata, pur possibili sono più rari che con le saldature che richiedono la rimozione della scoria fra una passata e l'altra (a elettrodo rivestito o ad arco sommerso).
Sono possibili anche mancanze di penetrazione e incisioni marginali, entrambi dovuti a errata impostazione dei parametri di saldatura (tensione, corrente, velocità di avanzamento e oscillazione del filo).
Da notare che, data la bassa velocità di raffreddamento, è praticamente esclusa la possibilità di ottenere strutture di tempra anche utilizzando acciai ad alto carbonio (ovviamente queste strutture, invece, si generano comunque negli acciai da bonifica). Questo significa che sarà ben difficile trovare cricche a freddo in saldature prodotte con questa tecnologia.